# Internationaux de Strasbourg 2007
L'Internationaux de Strasbourg 2007 è stato un torneo di tennis giocato sulla terra rossa.
È stata la 21ª edizione del Internationaux de Strasbourg, che fa parte della categoria Tier III nell'ambito del WTA Tour 2007. Si è giocato al Centre Sportif de Hautepierre di Strasburgo in Francia, dal 21 al 26 maggio 2007.

## Campionesse

### Singolare
Anabel Medina Garrigues ha battuto in finale  Amélie Mauresmo con il punteggio di 6–4, 4–6, 6–4

### Doppio
Yan Zi /  Zheng Jie hanno battuto in finale  Alicia Molik /  Sun Tiantian con il punteggio di 6–3, 6–4